# 瞌睡乔 (昵称)

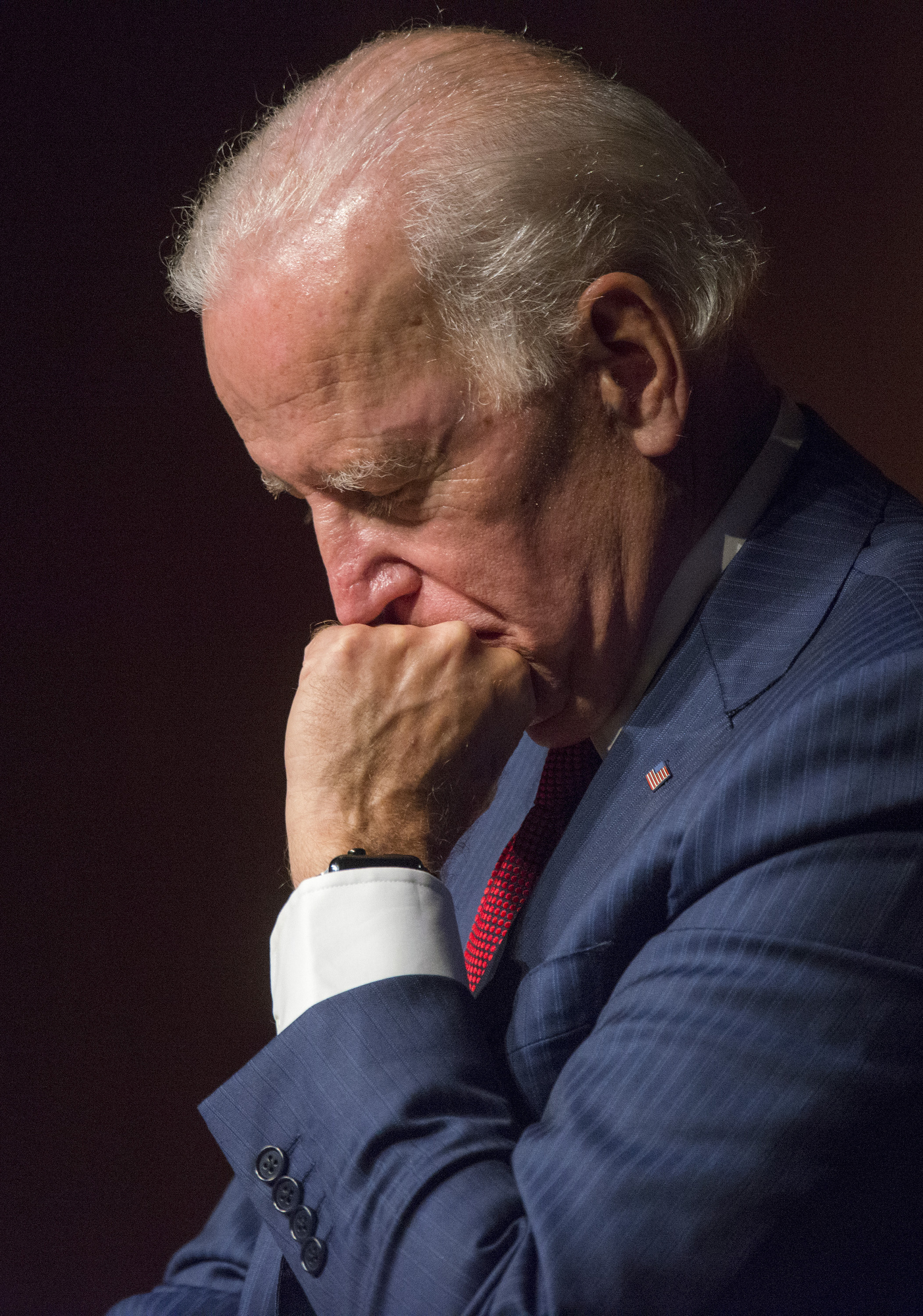
2017年的拜登

瞌睡乔（英語：Sleepy Joe）是美国第46任总统乔·拜登的绰号，由反对他担任总统的群体创造和使用，后成为网络迷因。该绰号最初由拜登的前任和继任者唐纳德·特朗普于2019年创造。

## 历史
2019年4月25日，美国总统唐纳德·特朗普发推称：“欢迎参加竞选，瞌睡乔”，对此拜登回应称特朗普为“小丑”。在2020年总统大选期间及最后的竞选辩论阶段，特朗普都会反复嘲笑其对手拜登并称他为“瞌睡乔”。
2020年6月，有报道称特朗普最近曾询问顾问关于他是否应该继续使用“瞌睡乔”这一绰号，还是应该试着想出另一个绰号，比如“沼泽乔”或“怪人乔”。值得注意的是，特朗普并不相信“瞌睡乔”特别“危险”，他的一些顾问也同意这一观点，并敦促他停止使用这个绰号。在一条推文中，特朗普给拜登起了另一个叫“腐败乔”的绰号。

## 延伸阅读
- Johnson, Tyler. . Journal of Political Marketing. June 15, 2021, 20 (3–4): 302–316. S2CID 236232668. doi:10.1080/15377857.2021.1939572 （英语）.
- Maly, Ico. . Diggit Magazine (Tilburg University). 2020 （英语）.
- Bond, Gary D.; Speller, Lassiter F.; Cockrell, Lauren L.; Webb, Katelynn G.; Sievers, Jaci L. . Psychological Reports (SAGE Publishing). May 28, 2022, 126 (6): 3090–3103. PMID 35634896. S2CID 249170739. doi:10.1177/00332941221105212 （英语）.
- Alaghbary, Gibreel Sadeq. . Journal of Language and Linguistic Studies (JLLS). December 30, 2020, 16 (4): 1854–1868. ISSN 1305-578X. S2CID 234374358. doi:10.17263/jlls.851011  （英语）.
- Anggraini, Rini; Sawirman, Sawirman; Marnita, Rina. . Indonesian Journal of Language Teaching and Linguistics. January 2021, 6 (1): 55–72. doi:10.30957/ijoltl.v6i1.650 (不活跃 1 November 2024) （英语）.